# Marie-Aimée Lullin
Marie-Aimée Lullin, född 5 april 1750, död 21 eller 25 januari 1831, var en schweizisk entomolog. En av kratrarna på Venus är uppkallad efter henne. 
Hon gifte sig 1776 med naturvetaren François Huber. Denne, som var blind, var François Burnens medhjälpare i forskningen om honungsbiet.